# Chiococca multipedunculata
Chiococca multipedunculata är en måreväxtart som beskrevs av Julian Alfred Steyermark. Chiococca multipedunculata ingår i släktet Chiococca och familjen måreväxter.
Artens utbredningsområde är Guyana. Inga underarter finns listade i Catalogue of Life.